# Хохлов Рем Вікторович
Рем Вікторович Хохлов (15 липня 1926, місто Лівни, тепер Орловської області, Російська Федерація — 8 серпня 1977, місто Москва) — радянський діяч, фізик, один із основоположників нелінійної оптики, ректор Московського державного університету імені Ломоносова. Доктор фізико-математичних наук (1962), професор (1963). Член-кореспондент Академії наук СРСР (з 1.07.1966 року по відділенню загальної та прикладної фізики (радіофізика і радіотехніка)). Академік Академії наук СРСР (з 26.11.1974 року по відділення загальної фізики і астрономії (квантова електроніка)). Член Центральної Ревізійної комісії КПРС у 1976—1977 роках. Депутат Верховної Ради СРСР 9-го скликання. 

## Життєпис
Народився в родині службовців. Дитячі роки провів у Москві. У 1941 році закінчив семирічну школу в Москві, три роки працював автослюсарем.
У 1943 році, склавши екстерном іспити за курс середньої школи, вступив до Московського авіаційного інституту, звідки через рік перевівся на фізичний факультет Московського державного університету.
У 1948 році закінчив фізичний факультет Московського державного університету імені Ломоносова (МДУ). У 1952 році закінчив аспірантуру при фізичному факультеті Московського державного університету імені Ломоносова.
Член ВКП(б) з 1951 року.
У 1952—1973 роках — асистент, доцент, професор Московського державного університету імені Ломоносова. У 1959 році був у річному науковому відрядженні в Стенфордському університеті США. Організував в МДУ першу в СРСР лабораторію нелінійної оптики. З 1965 року — завідувач кафедри фізичного факультету Московського державного університету імені Ломоносова.
У лютому 1973 — 8 серпня 1977 року — ректор Московського державного університету імені Ломоносова.
Одночасно з 1975 року — член Президії, в 1977 році — в.о. віце-президента Академії наук СРСР.
Зробив видатний науковий внесок в розвиток радіофізики, акустики і квантової електроніки, в теорію коливань. Світову популярність йому принесли роботи із нелінійної оптики та виготовлення генераторів когерентного оптичного випромінювання.
Альпініст з більш ніж двадцятирічним стажем, кандидат в майстри спорту з альпінізму, Рем Хохлов зробив сходження на Пік Комунізму на Памірі влітку 1977 року. Позаштатна ситуація (рятувальні роботи для іншої експедиції) не дозволила провести акліматизацію перед складним сходженням. Коли до вершини залишалося кілька сот метрів, почали вимушений спуск. Рема Хохлова зняли з висоти понад 6000 м вертольотом і транспортували в Душанбе, а потім до Москви. 8 серпня 1977 року, незважаючи на зусилля медиків, Рем Вікторович Хохлов помер. 11 серпня 1977 року похований в Москві на Новодівочому цвинтарі.

## Нагороди і звання
- орден Леніна
- орден Трудового Червоного Прапора
- медалі
- Ленінська премія (1970)
- Державна премія СРСР (1985, посмертно)
- Премія імені Ломоносова I ст. (1964)